# تعطیلی حکومت فدرال ایالات متحده آمریکا در ۲۰۱۸-۲۰۱۹

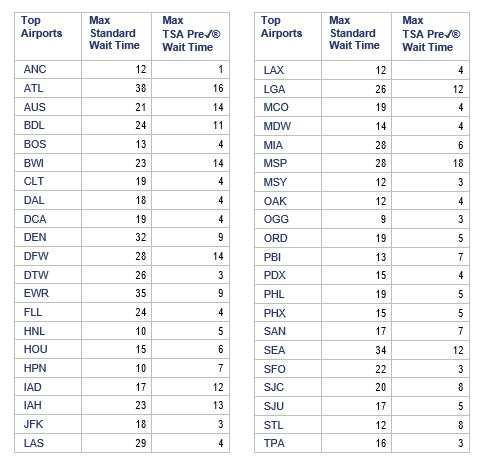
Wait times at top airports

دومین تعطیلی حکومت فدرال ایالات متحده آمریکا در سال ۲۰۱۸—که تا ژانویه سال ۲۰۱۹ ادامه یافته—در نیمه شب به وقت منطقه زمانی شرقی در شنبه، ۲۲ دسامبر آغاز شد. این تعطیلی با عدم توانایی کنگره ایالات متحده آمریکا و رئیس‌جمهور ایالات متحده آمریکا دونالد ترامپ به توافق بر سر لایحه بودجه حکومت فدرال در سال مالی ۲۰۱۹ یا قطعنامه ای برای تمدید موقت بودجه به وقوع پیوست. لایحه ضدکسری بودجه همه وزارتخانه‌ها و سازمان‌های دولتی را از انجام عملیات غیرضروری بدون لایحه بودجه بازمی‌دارد. نتیجتاً نه تا از وزارت‌خانه‌های اجرایی فدرال ایالات متحده آمریکا با حدود ۸۰۰ هزار کارمند مجبور به تعطیلی کامل یا جزئی شدند که یک چهارم فعالیت‌های دولت را تحت تأثیر قرار می‌دهد. این طولانی‌ترین تعطیلی دولت آمریکا بوده‌است.
تعطیلی ناشی از بن‌بست بر سر تأمین خواسته ترامپ برای ۵٫۶ میلیارد دلار بودجه فدرال برای ساخت حصار آمریکا-مکزیک است.